# Melanie Wegling

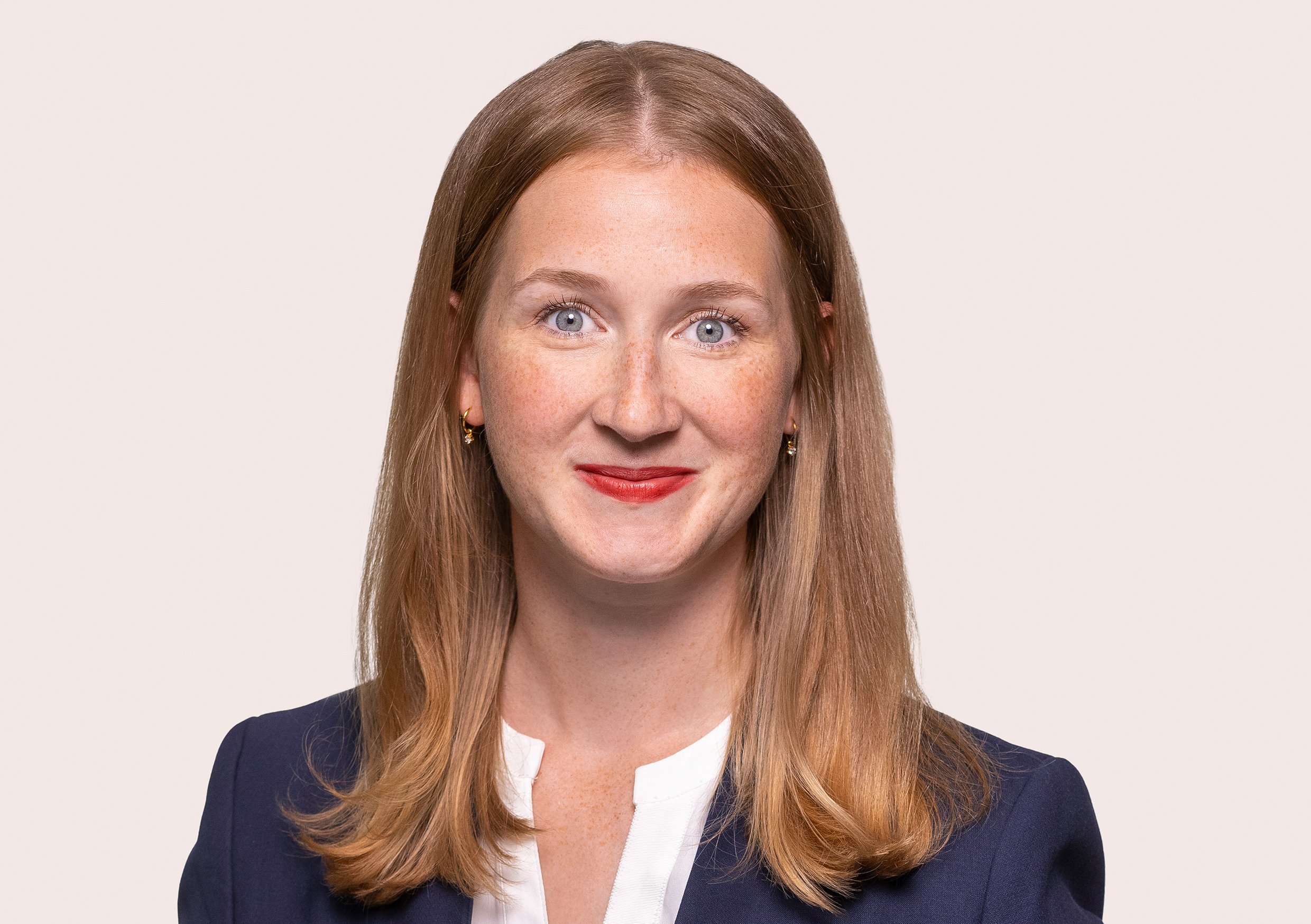
Melanie Wegling, 2021

Melanie Wegling (* 7. Januar 1990 in Mainz) ist eine deutsche Politikerin (SPD). Sie war von 2021 bis 2025 Mitglied des Deutschen Bundestages.

## Leben
Nach dem Abitur in Mainz absolvierte Wegling ein Studium der Politikwissenschaft und Sinologie an der Goethe-Universität Frankfurt am Main, das sie mit einem Bachelor of Arts abschloss. Sie studierte chinesische Sprache, Kultur und Kalligraphie an der Universität Peking und erhielt einen Master of Arts an der Goethe-Universität Frankfurt am Main. Bis zu ihrer Wahl in den Bundestag war sie als Vertriebsmanagerin bei einem Wasserfilterhersteller in Taunusstein angestellt.

## Politik
Wegling trat 2009 in die SPD ein. Sie machte ein Praktikum beim SPD-Bundestagsabgeordneten Gerold Reichenbach und war Vorsitzende der Jusos Mainspitze. Seit 2011 ist sie Mitglied der Stadtverordnetenversammlung in Ginsheim-Gustavsburg und war von 2016 bis März 2023 Vorsitzende der dortigen SPD-Fraktion. Seit November 2023 ist sie zusammen mit Landrat Thomas Will eine der beiden Vorsitzenden des SPD-Unterbezirks Groß-Gerau. Seit September 2024 ist sie im Bundesvorstand des Arbeitskreises Säkularität und Humanismus in der SPD.
Bei der Bundestagswahl 2021 trat Wegling als Direktkandidatin der SPD im Wahlkreis 184 (Groß-Gerau) an und wurde mit 33,5 % der Erststimmen in den Deutschen Bundestag gewählt. Sie folgte damit auf den von 2017 bis 2021 für den Wahlkreis in den Bundestag entsendeten Stefan Sauer (CDU). Wegling ist ordentliches Mitglied im Finanzausschuss und im Ausschuss für Wohnen, Stadtentwicklung, Bauwesen und Kommunen. Melanie Wegling wird bei der Bundestagswahl 2025 wieder als Direktkandidatin der SPD im Wahlkreis 184 (Groß-Gerau) kandidieren. Ebenso kandidiert sie auf Listenplatz 10 der SPD Hessen.
Ihr politischer Schwerpunkt liegt auf nachhaltigen Finanzstrategien (Green Finance) sowie auf den Themen genossenschaftliches und junges Wohnen. Als Genossenschaftsbeauftragte der Fraktion setzt sie sich für Genossenschaften als krisenfeste und gemeinwohlorientierte Organisationsform ein.
Melanie Wegling war Vorsitzende der Landesgruppe Hessen in der SPD-Bundestagsfraktion. Gemeinsam mit ihren Stellvertretern Dagmar Schmidt aus dem Lahn-Dill Kreis, Esther Dilcher aus Waldeck und Felix Döring aus Gießen vertrat sie die Interessen der 15 SPD-Bundestagsabgeordneten aus Hessen.
Bei der Bundestagswahl 2025 verlor sie mit 28,9 % in ihrem Wahlkreis (Groß-Gerau) gegen Marcus Kretschmann, der 30,3 % erreichte. Dadurch zog sie nicht erneut in den Deutschen Bundestag ein.